# 샤스

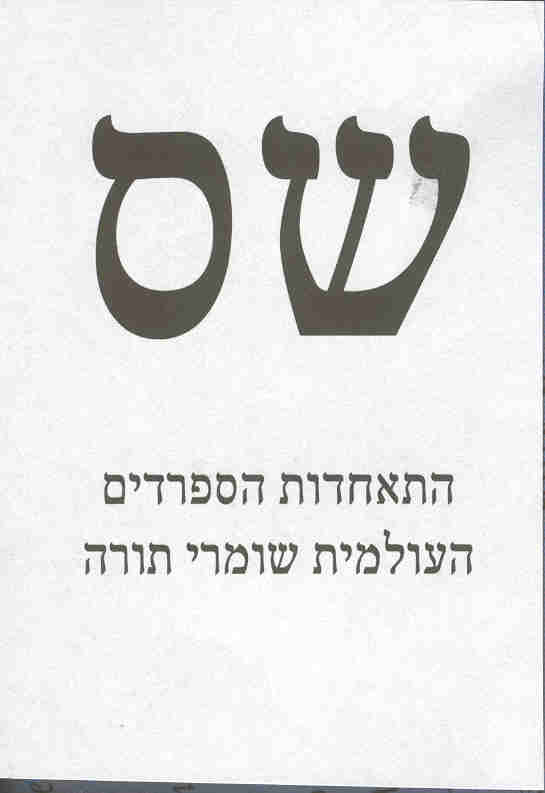

샤스(히브리어: ש״ס)는 이스라엘의 보수 정당으로, 1984년 설립되었다. 샤스는 히브리어로 "스파라드 유대인의 종교적 수호자"를 뜻하는 단어인 '숌레이 스파라드'(히브리어: שומרי ספרד)의 줄임말이다. 2015년 총선거 결과, 유대인의 집에 이어 제7당이다.